# Azubuike Egwuekwe
Azubuike Emanuel Egwuekwe (Lafia, 16 de julho de 1989) é um futebolista profissional nigeriano, atua como zagueiro, atualmente defende o Warri Wolves.

## Carreira
Egwuekwe representou o elenco da Seleção Nigeriana de Futebol no Campeonato Africano das Nações de 2013.

## Títulos
Nigéria
- Campeonato Africano das Nações: 2013